# 比纳塞特
比纳塞特，是西班牙阿拉贡自治区特鲁埃尔省的一个市镇。总面积50平方公里，总人口283人（2001年），人口密度6人/平方公里。